# Blaue Languste
Die Blaue Languste (Panulirus inflatus) ist eine Art aus der Familie der Langusten. 
Die maximale Körperlänge dieser Langustenart beträgt 38 Zentimeter. Die meisten Vertreter dieser Art haben jedoch eine Körperlänge von durchschnittlich 30 Zentimeter. Die Art ist im Ostpazifik verbreitet und kommt von der Westküste der mexikanischen Baja California bis nach Puerto Ángel vor. Ihre Verbreitung überlappt sich daher teilweise mit der der Kalifornischen Languste. Innerhalb dieser Region zählt die Blaue Languste zu den kommerziell bedeutsamen Langusten. Sie wird von Hand und mit Kiemennetzen gefangen und frisch oder tiefgefroren vermarktet.

## Weblink
- Panulirus inflatus in der Roten Liste gefährdeter Arten der IUCN 2013.2. Eingestellt von: Butler, M., Cockcroft, A. & MacDiarmid, A., 2009. Abgerufen am 20. Januar 2014.